# Affaire Juillet-Rayé
 (novembre 2019).
L’affaire Juillet-Rayé est une affaire criminelle française dans laquelle un couple a été tué en mars 2009 dans la commune de Couy. Les corps ont été retrouvés en juin 2009 à La Charité-sur-Loire.

## Faits
Tout a commencé à l’hiver 2009. Luc Amblard et Guy Bordenave emploient Claude Juillet, qui fréquentait la sœur de ce dernier depuis 2003. Lui demandant de quitter le foyer, Claude Juillet se met à accuser le frère de celle-ci d’avoir influencé son choix de rupture. Il va alors demander de l’aide à son ami Christophe Rayé, cariste au chômage, afin de se débarrasser de Luc Amblard et Guy Bordenave, « ça m'arrangeait pour régler mon problème, et lui pour l'argent », a alors affirmé Claude Juillet. Ils finissent par passer à l’action dans la nuit du 7 au 8 mars 2009 après avoir creusé un trou cinq jours avant. Dans la soirée, ils rendent visite au couple résidant à Couy avant que Christophe Rayé ne donne un coup de crosse à Guy Bordenave. Le matin, accompagné de son complice, ils emmènent le couple à l’endroit où le trou était creusé avant de les ensevelir sous terre vivants. C’est Marie-Laure Bordenave qui va signaler la disparition du couple. Claude Juillet et Christophe Rayé se sont rapidement retrouvés parmi les principaux suspects après des traces ADN et des appels téléphoniques entre ces derniers qui sont retrouvés pendant l’enquête. Il aura fallu trois mois après le déroulement des faits, le 4 juin 2009, pour retrouver les deux corps. L’autopsie confirmera enfin que le couple est mort d’asphyxie.

## Procédure
Les deux hommes ont été accusés du meurtre d’un couple homosexuel en 2009 au bord de la Loire. Une enquête sera ouverte par le parquet pour « enlèvement ou séquestration ». Par la suite, les condamnés comparaîtront devant la Cour d’assises de Bourges, le 29 septembre 2011. 
Cependant, le verdict rendu par cette Cour d’assises reste en deçà des réquisitions de l'avocate générale, qui avait demandé l'emprisonnement à perpétuité assortie d'une peine de sûreté de 22 ans contre Claude Juillet. Ce dernier avait cependant reconnu les faits, expliquant avoir tué Guy Bordenave et Luc Amblard parce qu'il les soupçonnait de faire obstacle à sa relation avec Marie-Laure Bordenave, sœur de Guy.
Quant à son complice, Christophe Rayé, 39 ans, la magistrate avait requis 30 ans de prison, dont 20 ans de sûreté. Cet ancien cariste a toujours reconnu la séquestration mais il nie avoir participé à l'ensevelissement des victimes, ligotées et bâillonnées, le 8 mars 2009.
Les deux accusés sont restés impassibles à l'énoncé du verdict. Quelques soupirs de déception ont été entendus dans les rangs des parties civiles.
Ainsi les prévenus seront condamnés à Bourges d’une peine de 30 ans de réclusion criminelle pour « enlèvement et séquestration suivie de mort ».

## Condamnation
Marie-Laure Bordenave, la sœur de Guy Bordenave qui est l’une des deux victimes, va mettre la justice sur la piste de Claude Juillet, son ancien compagnon. Celui-ci avait laissé tomber devant elle une carte bancaire, appartenant au couple, utilisée le lendemain des disparitions pour retirer d’importantes sommes d'argent. Des traces d’ADN appartenant aux deux meurtriers ont été découvertes dans la maison ensanglantée de Luc et Guy. Trois mois plus tard les corps de ces derniers sont localisés sous terre, en position assise, visages face à face, vraisemblablement enterrés vivants et il semblerait qu’ils aient trouvé la mort par asphyxie. L’avocate de Claude Juillet, Karine Berthon, avait plaidé le crime passionnel, appuyant ainsi les affirmations de son client. Durant le procès, Claude Juillet a réitéré que Luc Amblard et Guy Bordenave lui « pourrissaient la vie » et l’empêchaient de vivre sa relation avec Marie-Laure Bordenave, la sœur de Guy. L’avocate générale avait refusé cependant l’idée du crime passionnel en estimant que ce type de meurtre est brutal et que dans le cas en l’espèce, tout semblait être programmé. Néanmoins, Claude Juillet préférait parler de vengeance. Le grand perdant du procès est Christophe Rayé. Ce dernier niait les faits mais a tout de même été condamné à la même sanction que Claude Juillet. Son avocat, Jean-Michel Fleurier, a pourtant rappelé « les nombreuses zones d’ombre » du dossier, qui n’ont pas bénéficié d’un nouvel éclairage pendant les quatre jours du procès. En effet, aucun élément matériel ne relie Christophe Rayé à l’enterrement des victimes. La pelle, par exemple, n’a jamais été retrouvée et seul Claude Juillet reconnait le crime. Ainsi, devant la Cour d'assises du Cher, ces derniers ont été condamnés à 30 ans de réclusion criminelle pour avoir séquestré et enterré vivants Luc Amblard et Guy Bordenave, en mars 2009. D’une part, l’avocate générale Lucile Jaillon-Bru avait requis la réclusion à perpétuité assortie d'une peine de sûreté de 22 ans contre Claude Juillet, en état de récidive. Ce dernier avait déjà été condamné à huit ans de prison ferme pour un braquage qu’il avait commis dans les années 1980. D’autre part, elle avait réclamé 30 ans de réclusion, dont 20 ans de sûreté, contre son complice, Christophe Rayé.

### Documentaires télévisés
- « La mort dans les yeux » dans Enquêtes criminelles : le magazine des faits divers le 16 mai 2012 sur W9.
- « Luc Amblard et Guy Bordenave, Enterrés vivants » présenté par Frédérique Lantieri dans Faites entrer l'accusé le 3 novembre 2013 sur France 2.

### Émission radiophonique
- « Enterrés vivants ! » dans Hondelatte raconte le 14 septembre 2020 sur Europe 1.

### Articles de presse
- https://www.lefigaro.fr/actualite-france/2011/09/29/01016-20110929ARTFIG00798-couple-enterre-vivant-30-ans-de-reclusion-pour-les-accuses.php
- https://www.lexpress.fr/actualite/societe/justice/couple-enterre-vivant-30-ans-de-prison-pour-les-deux-accuses_1035555.html
- https://www.parismatch.com/Actu/Societe/Condamnes-pour-avoir-enterre-vivant-un-couple-gay-145059
- https://www.terrafemina.com/societe/buzz/articles/32364-faites-entrer-laccuse-retour-sur-laffaire-des-enterres-vivants-luc-amblard-et-guy-bordenave.html
- https://www.liberation.fr/societe/2011/09/30/sans-raison-et-sans-remords_764649
- https://www.sudouest.fr/2011/09/27/ils-ont-ete-enterres-vivants-510434-7.php
- http://www.leparisien.fr/faits-divers/proces-guy-et-luc-avaient-ete-enterres-vivants-26-09-2011-1625622.php
- https://www.ladepeche.fr/article/2011/09/30/1180457-30-ans-de-reclusion-pour-avoir-enterre-vivant-un-couple-gay.html
- http://www.fela.5v.pl/watch.php?vid=5b11210dd
- https://www.liberation.fr/societe/2011/09/30/sans-raison-et-sans-remords_764649
- https://www.ouest-france.fr/europe/france/couple-enterre-vivant-30-ans-de-reclusion-pour-les-deux-accuses-297798
- https://www.lexpress.fr/actualite/societe/fait-divers/juges-pour-avoir-enterre-vivant-un-couple-gay_1034130.html
- https://france3-regions.francetvinfo.fr/centre-val-de-loire/scene-crime-couple-homosexuel-enterre-vivant-berry-2009-1631448.html